# Il gioco (fumetto)
Il gioco è una serie di fumetti erotici di Milo Manara, composta da quattro storie. Il gioco è stato pubblicato la prima volta, inizialmente con il titolo Un giuoco e dopo un'anteprima di sei tavole ospitata sulla rivista Glamour International Magazine, sul mensile per adulti Playmen della casa editrice Tattilo (in sette puntate fra il gennaio e il settembre del 1983), mentre le tre storie successive (Il gioco 2, Il gioco 3 e Il gioco 4) sono state pubblicate rispettivamente nel 1991, nel 1994 e nel 2001.
Il fumetto ha avuto un immediato successo anche in Francia, dove è stato pubblicato sulla rivista L'Écho des savanes nel 1983 e subito dopo in volume dall'editore Albin Michel. Nel 1985 è uscita, sempre in Francia, una trasposizione cinematografica del fumetto, che è stato poi pubblicato in diversi paesi. Nel 1997 è uscita una serie televisiva negli Stati Uniti tratta dal fumetto.

## Trama

### Il gioco
La bella Claudia Cristiani è una borghese repressa. Sposata con Aleardo Cristiani, molto ricco e decisamente più vecchio di lei, la ragazza è eccessivamente rigida e morigerata. L'eccentrico dottor Fez, un conoscente della coppia infatuato di Claudia, riesce a impiantarle nel cervello un chip collegato a un telecomando in grado di scatenare i suoi istinti sessuali. Sotto l'influsso del diabolico marchingegno, Claudia si ritrova in una serie di situazioni imbarazzanti, al limite della disavventura.

### Il gioco 2
Diventata presentatrice di un programma ecologista, la pudica Claudia Cristiani diventa il giocattolo di uno strano giovane, Faust, in balìa del diabolico telecomando. Deciso a servirsi del marchingegno, Faust costringe la frigida signora a una serie di comportamenti debosciati.

### Il gioco 3
Partita per un reportage in Amazzonia, la bella Claudia fa la conoscenza di Culorva, uno zotico violento con le donne. Nel corso del suo viaggio, Claudia si imbatte in una strana setta il cui guru è convinto di poter entrare in contatto con gli extra-terrestri attraverso l'energia sessuale dei suoi adepti. A peggiorare le cose, Faust gli vende il telecomando, in modo da poter fare di Claudia il suo principale strumento di comunicazione.

### Il gioco 4
L'avvocato Cristiani, marito di Claudia, si occupa della difesa legale di una società accusata di aver provocato la perdita della vista a un certo numero di persone. Nel numero delle vittime figura un noto scienziato, il professor Boralevi, la cui nipote Angelina è decisa a vendicarsi di Cristiani. A tale scopo Angelina fa in modo di incontrare il misterioso dottor Fez, dal quale ottiene la famosa scatola in grado di scatenare le pulsioni sessuali della signora Cristiani.

## Edizioni italiane
Il fumetto è stato pubblicato sulla rivista Playmen a gennaio 1983, seguita poi da numerose riedizioni in volume, tra cui:
- Milo Manara, Il gioco, in Biblioteca Totem, 1ª ed., Roma, Nuova Frontiera, 1984.[1]
- Milo Manara, Il gioco, in Collana Eldorado, colori di Laura Battaglia, 3ª ed., Roma, Nuova Frontiera, 1993.[2]
- Milo Manara, Il gioco, colori di Laura Battaglia, 2ª ed., Milano, Olympia Press, 1989.
- Milo Manara, Il gioco 2, in Collana Eldorado, 2ª ed., Roma, Nuova Frontiera, 1992.[2]
- Milo Manara, Il gioco 3, in Collana Eldorado, 1ª ed., Roma, Nuova Frontiera, 1994.
- Milo Manara, Il gioco 1, 2, 3 e 4, in Collana Arcobaleno, Milano, Mondadori, 2012, ISBN 8804593660.
- Milo Manara, Il gioco, Modena, Panini comics, 2019, ISBN 9788891249692.

## Adattamenti per il cinema e la TV
Dal fumetto è stato tratto il film francese del 1985 Declic dentro Florence, diretto da Jean-Louis Richard, con Florence Guérin e Jean-Pierre Kalfon come protagonisti.
Inoltre nel 1997 la storia è diventata una miniserie televisiva americana in sette episodi con il titolo di Click, con John Lazar, Gabriella Hall e Jacqueline Lovell.